# Hell in a Cell match

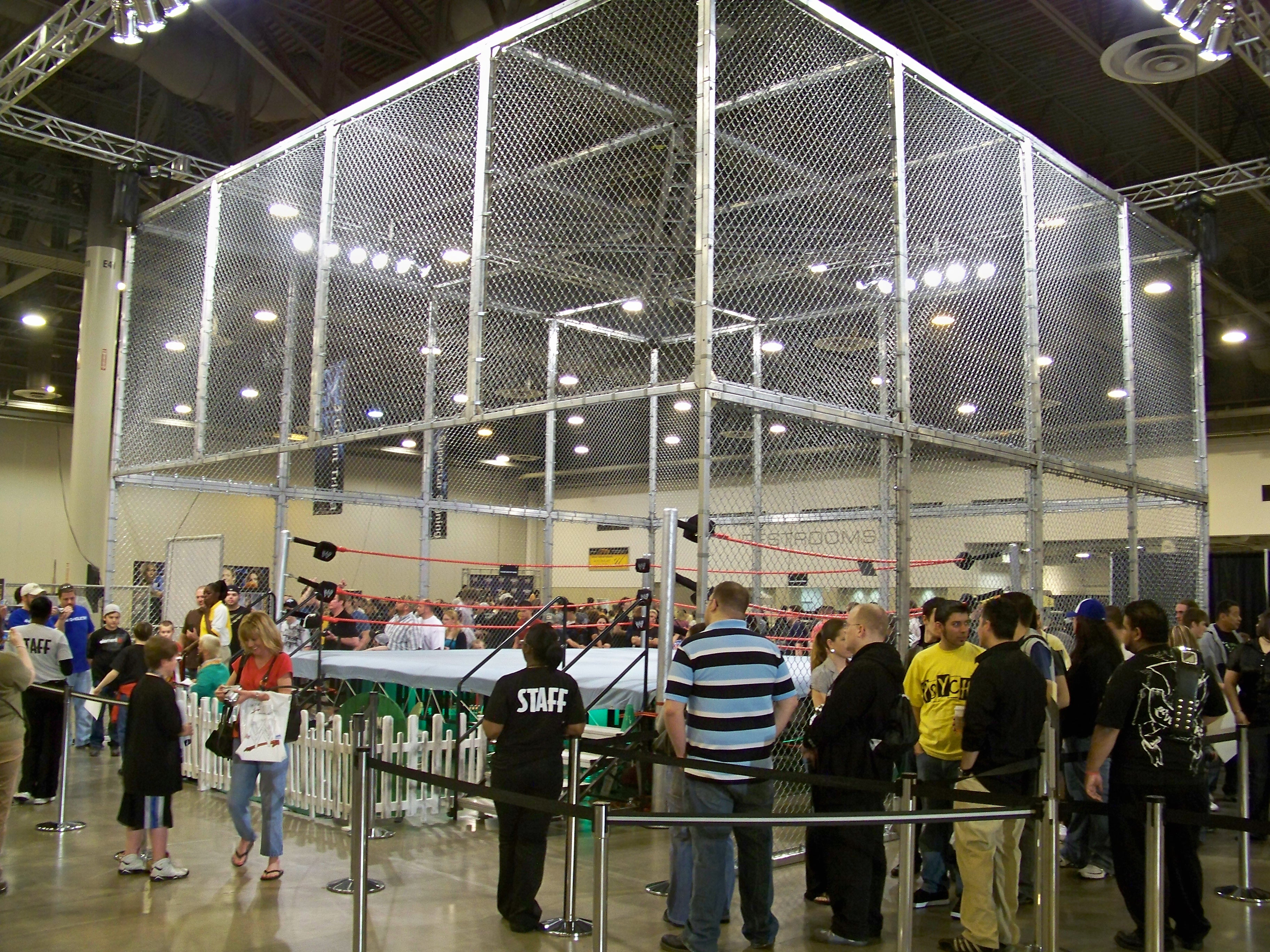
Hell in a Cell

Een Hell in a Cell match is een wedstrijdtype in het professioneel worstelen, sinds 1997 vertoond in de World Wrestling Entertainment, waarbij zowel de ring als de nabije omgeving wordt ingesloten door een 5 à 6 meter hoge overdekte stalen kooi. "Hell in a Cell" was oorspronkelijk bekend in de World Championship Wrestling onder de noemer Thundercage, tot het faillissement van het bedrijf in maart 2001.

## Geschiedenis
"Hell in a Cell" was aanvankelijk uiterst zeldzaam, maar het concept won gestaag aan populariteit. Het concept werd in 1992 geconcipieerd als "Thundercage" in de worstelpromotie World Championship Wrestling en de naam was gebaseerd op de film Mad Max Beyond Thunderdome uit 1985. "Hell in a Cell" was in World Wrestling Federation de structurele opvolger van "Thundercage" (oorspronkelijk "Caged Heat" genoemd), maar vrijwel identiek in de basisconstructie. "Thundercage" werd ondanks het revolutionaire facet maar zelden gebruikt door WCW, waardoor fans weinig kennis hadden over de voorgeschiedenis. "Thundercage" gaat "Hell in a Cell" ongeveer 5 jaar voor in tijd en werd onder meer toegepast in een wedstrijd tussen Ric Flair en Big Van Vader voor het WCW World Heavyweight Championship in februari 1994, bij het evenement SuperBrawl IV, maar ook in enkele wedstrijden tussen Sting en The Great Muta.
Tientallen wedstrijden hebben effectief plaatsgevonden, waarvan de eerste in WWF/E onder de nieuwe naam “Hell in a Cell” op 5 oktober 1997 tussen Shawn Michaels en The Undertaker (gespeeld door Mark Calaway) bij het evenement Badd Blood: In Your House. Beter bekend als het binnen de worstelwereld legendarisch beschouwde televisiedebuut van Kane (gespeeld door Glenn Jacobs), de kayfabe (fictieve) halfbroer van The Undertaker die bij een brand in een mortuarium voor het leven werd verminkt door The Undertaker, die als tiener een pyromaan zou zijn geweest. Men verwees aanvankelijk naar de "Cell" als "Hell in the Cell", zoals te horen is aan de wedstrijdcommentaar van Vince McMahon, Jim Ross en Jerry "The King" Lawler. Michaels wist The Undertaker te verslaan met dank aan Kane's inmenging. Shawn Michaels en Triple H tekenden op 13 juni 2004 voor tot dusver de langste "Hell in a Cell" in de geschiedenis bij het evenement Bad Blood. Michaels en Triple H vertoefden 47:26 in de "Cell", waarna Triple H een uitgeputte Michaels kon verslaan.
Een confrontatie tussen The Undertaker en "Mankind" Mick Foley op 28 juni 1998 bij het evenement King of the Ring wordt algemeen beschouwd als de meest beruchte "Hell in a Cell" ooit. Foley liep meerdere blessures op na het uitvoeren van enkele gevaarlijke manoeuvres in de wedstrijd, gebruikmakend van de "Cell". Twee of meer worstelaars kunnen deelnemen. Het record aantal deelnemers in "Hell in a Cell" staat momenteel op zes, en werd gevestigd bij het evenement Armageddon op 10 december 2000. The Undertaker, Triple H, Stone Cold Steve Austin, Kurt Angle, Dwayne "The Rock" Johnson en Rikishi namen toen deel aan een "Hell in a Cell" met als inzet het WWF Championship van Angle, waarna die laatste de titel kon behouden. Sinds de introductie van "Hell in a Cell" hebben er 40 plaatsgevonden, waarvan 39 zijn uitgezonden. Op 30 oktober 2016 vond de allereerste "Hell in a Cell" plaats tussen twee vrouwelijke worstelaars: Charlotte Flair en Sasha Banks. Flair versloeg Banks en veroverde het WWE Raw Women's Championship.
Vanwege logistieke moeilijkheden, een gevaarlijke natuur en hoge entertainmentwaarde wordt "Hell in a Cell" gewoonlijk exclusief uitgezonden bij pay-per-view-evenementen, zoals bij het gelijknamig evenement. Twee wedstrijden hebben ooit plaatsgevonden tijdens een aflevering van Monday Night Raw. Beide wedstrijden dateren van 1998. Een derde was wel voorzien en heeft daadwerkelijk plaatsgevonden op 26 september 2011, maar zou uiteindelijk nooit het scherm halen (zie onderstaande lijst). WWE-commentator Michael Cole liet zich ooit ontvallen dat "Hell in a Cell" de meest gruwelijke wedstrijd denkbaar is. Cole's collega Jim Ross gaf de "Cell" zelfs de bijnaam "Demonische Structuur" omdat de macabere worstelaar The Undertaker reeds aan de meeste "Hell in a Cells" heeft deelgenomen, met name 14 keer waarvan hij er 8 heeft gewonnen. Een andere opmerkelijke deelnemer is Triple H met 9 deelnames en 6 overwinningen.

## Definitie
"Hell in a Cell" verschilt van een Steel Cage match door de aanwezigheid van een dak en de inbeslagname van aanzienlijke ruimte naast de ring, terwijl in een "Steel Cage" enkel de ring wordt omsloten. Er kan voorts geen diskwalificatie optreden, waardoor men "Hell in a Cell" exclusief kan winnen via pinfall of submission. Nog een ander markant verschil met een "Steel Cage" is dat de deur van de kooi op slot blijft gedurende "Hell in a Cell", hoewel vele wedstrijden zich buiten of zelfs boven op de "Cell" afspelen.
- In de allereerste “Hell in a Cell” was de deur niet op slot om de verwijdering van een geblesseerde cameraman toe te staan, wat ertoe leidde dat Shawn Michaels en The Undertaker vochten boven op de kooi. Een debuterende Kane rukte de vergrendelde deur er later uit.
- Mankind vs. The Undertaker: Foley en The Undertaker begonnen boven op de kooi en gingen naar binnen door een gat in het dak in plaats van door de deur.
- Triple H vs. Cactus Jack: Cactus Jack schopte tegen het stalen omhulsel tot deze brak.
- In de “Six Way Hell in a Cell” gebruikte Vince McMahon een vrachtwagen om de deur van de "Cell" los te weken in een poging de "Cell" te vernietigen en de wedstrijd te stoppen.
- Triple H vs. Chris Jericho: de deur werd geopend met ijzerdraad om de verwijdering van een geblesseerde scheidsrechter toe te staan.
- In de eerder genoemde unieke, zogenaamde “Six Way Hell in a Cell” met zes worstelaars bij het evenement Armageddon, bevonden The Undertaker en Rikishi zich boven op de "Cell" toen The Undertaker Rikishi van de "Cell" gooide met zijn kenmerkende beweging Chokeslam, waardoor het Samoaanse zwaargewicht onzacht terechtkwam in McMahon's truck geladen met pijnbomen.

## Lijst van wedstrijden in "Hell in a Cell"
| Nr. | Wedstrijd | Winnaar                                  | Type                                | Evenement                                              | Datum en locatie                             | Lengte | Opmerking |
| --- | --- | ---------------------------------------- | ----------------------------------- | ------------------------------------------------------ | -------------------------------------------- | ------ | --- |
| 1   | Shawn Michaels vs. The Undertaker                                                                                             | Shawn Michaels                           | Singles Hell in a Cell              | Badd Blood: In Your House                              | 5 oktober 1997 St. Louis (Missouri)          | 29:55  | Televisiedebuut van Kane ± na 25'; The Undertaker werd aangevallen door Kane; Shawn Michaels was de nieuwe uitdager van Bret Hart, toenmalig WWF World Heavyweight Champion                                                         |
| 2   | The Undertaker & Stone Cold Steve Austin vs. "Mankind" Mick Foley & Kane                                                      | The Undertaker & Stone Cold Steve Austin | Tag Team Hell in a Cell             | RAW is WAR                                             | 15 juni 1998 San Antonio (Texas)             | 10:38  | Eerste van twee "Hell in a Cells" die werden uitgezonden tijdens een aflevering van het programma Monday Night Raw/RAW is WAR; eerste tag team match in "Hell in a Cell"                                                            |
| 3   | The Undertaker vs. "Mankind" Mick Foley                                                                                       | The Undertaker                           | Singles Hell in a Cell              | King of the Ring                                       | 28 juni 1998 Pittsburgh (Pennsylvania)       | 16:00  | |
| 4   | "Mankind" Mick Foley vs. Kane                                                                                                 | /                                        | Singles Hell in a Cell              | RAW is WAR                                             | 24 augustus 1998 Philadelphia (Pennsylvania) | 7:41   | Tweede en laatste "Hell in a Cell" die werd uitgezonden tijdens een aflevering van Monday Night Raw/RAW is WAR; eerste "Hell in a Cell" die geen winnaar opleverde                                                                  |
| 5   | The Undertaker vs. The Big Boss Man                                                                                           | The Undertaker                           | Singles Hell in a Cell              | WrestleMania XV                                        | 28 maart 1999 Philadelphia (Pennsylvania)    | 9:48   | Eerste "Hell in a Cell" bij het jaarlijks evenement WrestleMania |
| 6   | Triple H (c) vs. "Cactus Jack" Mick Foley voor het WWF Championship                                                           | Triple H (c)                             | Singles Hell in a Cell              | No Way Out                                             | 27 februari 2000 Hartford (Connecticut)      | 23:59  | Indien "Cactus Jack" verloor, was hij verplicht met pensioen te gaan als fulltime professioneel worstelaar |
| 7   | Kurt Angle (c) vs. The Undertaker vs. Triple H vs. Stone Cold Steve Austin vs. The Rock vs. Rikishi voor het WWF Championship | Kurt Angle (c)                           | Six Way Hell in a Cell              | Armageddon                                             | 10 december 2000 Birmingham (Alabama)        | 32:26  | Format van "Hell in a Cell" met 6 concurrerende worstelaars zonder precedent |
| 8   | Triple H vs. Chris Jericho | Triple H                                 | Singles Hell in a Cell              | Judgment Day                                           | 19 mei 2002 Nashville (Tennessee)            | 24:06  | |
| 9   | Brock Lesnar (c) vs. The Undertaker voor het WWE Championship                                                                 | Brock Lesnar (c)                         | Singles Hell in a Cell              | No Mercy                                               | 20 oktober 2002 North Little Rock (Arkansas) | 27:18  | |
| 10  | Triple H (c) vs. Kevin Nash voor het World Heavyweight Championship                                                           | Triple H (c)                             | Singles Hell in a Cell              | Bad Blood                                              | 15 juni 2003 Houston (Texas)                 | 21:01  | Mick Foley deed dienst als gastscheidsrechter |
| 11  | Triple H vs. Shawn Michaels                                                                                                   | Triple H                                 | Singles Hell in a Cell              | Bad Blood                                              | 13 juni 2004 Columbus (Ohio)                 | 47:26  | Langste "Hell in a Cell" in de geschiedenis |
| 12  | Batista (c) vs. Triple H voor het World Heavyweight Championship                                                              | Batista (c)                              | Singles Hell in a Cell              | Vengeance                                              | 26 juni 2005 Las Vegas (Nevada)              | 26:54  | |
| 13  | The Undertaker vs. Randy Orton                                                                                                | The Undertaker                           | Singles Hell in a Cell              | Armageddon                                             | 18 december 2005 Providence (Rhode Island)   | 30:31  | |
| 14  | D-Generation X (Triple H & Shawn Michaels) vs. Vince McMahon, Shane McMahon & The Big Show                                    | D-Generation X                           | 2-on-3 Handicap Hell in a Cell      | Unforgiven                                             | 17 september 2006 Toronto (Ontario)          | 25:04  | Eerste "Hell in a Cell" volgens "Handicap"-regels (NB: tag teams met ongelijk aantal leden) |
| 15  | Batista (c) vs. The Undertaker voor het World Heavyweight Championship                                                        | Batista (c)                              | Singles Hell in a Cell              | Survivor Series                                        | 18 november 2007 Miami (Florida)             | 21:24  | |
| 16  | The Undertaker vs. Edge | The Undertaker                           | Singles Hell in a Cell              | SummerSlam                                             | 17 augustus 2008 Indianapolis (Indiana)      | 26:43  | |
| 17  | CM Punk (c) vs. The Undertaker voor het World Heavyweight Championship                                                        | The Undertaker (nc)                      | Singles Hell in a Cell              | Hell in a Cell                                         | 4 oktober 2009 Newark (New Jersey)           | 10:24  | |
| 18  | John Cena (c) vs. Randy Orton voor het WWE Championship                                                                       | Randy Orton (nc)                         | Singles Hell in a Cell              | Hell in a Cell                                         | 4 oktober 2009 Newark (New Jersey)           | 21:24  | |
| 19  | D-Generation X (Triple H & Shawn Michaels) vs. The Legacy (Cody Rhodes & Ted DiBiase Jr.)                                     | D-Generation X                           | Tornado Tag Team Hell in a Cell     | Hell in a Cell                                         | 4 oktober 2009 Newark (New Jersey)           | 17:48  | |
| 20  | Randy Orton (c) vs. Sheamus voor het WWE Championship                                                                         | Randy Orton (c)                          | Singles Hell in a Cell              | Hell in a Cell                                         | 3 oktober 2010 Dallas (Texas)                | 22:51  | |
| 21  | Kane (c) vs. The Undertaker voor het World Heavyweight Championship                                                           | Kane (c)                                 | Singles Hell in a Cell              | Hell in a Cell                                         | 3 oktober 2010 Dallas (Texas)                | 21:38  | |
| 22  | John Cena (c) vs. Alberto Del Rio vs. CM Punk vs. Jack Swagger vs. Dolph Ziggler voor het WWE Championship                    | John Cena (c)                            | Five-Man Hell in a Cell             | Monday Night Raw ; Dark Match, d.w.z. niet uitgezonden | 26 september 2011 Kansas City (Missouri)     | 5:03   | |
| 23  | Mark Henry (c) vs. Randy Orton voor het World Heavyweight Championship                                                        | Mark Henry (c)                           | Singles Hell in a Cell              | Hell in a Cell                                         | 2 oktober 2011 New Orleans (Louisiana)       | 15:54  | Laatste "Hell in a Cell" met het World Heavyweight Championship als inzet; de titelriem werd opgeheven in december 2013 en het kampioenschap gefuseerd met het WWE Championship                                                     |
| 24  | John Cena (c) vs. CM Punk vs. Alberto Del Rio voor het WWE Championship                                                       | Alberto Del Rio (nc)                     | Triple Threat Hell in a Cell        | Hell in a Cell                                         | 2 oktober 2011 New Orleans (Louisiana)       | 23:58  | Cena werd halverwege buitengesloten door Del Rio; Triple H, The Miz en R-Truth zetten na afloop de boel op stelten, waarna ze (kayfabe) werden gearresteerd                                                                         |
| 25  | The Undertaker vs. Triple H                                                                                                   | The Undertaker                           | Singles Hell in a Cell              | WrestleMania XXVIII                                    | 1 april 2012 Miami (Florida)                 | 30:52  | |
| 26  | CM Punk (c) vs. Ryback voor het WWE Championship                                                                              | CM Punk (c)                              | Singles Hell in a Cell              | Hell in a Cell                                         | 28 oktober 2012 Atlanta (Georgia)            | 11:22  | CM Punk versloeg Ryback met hulp van de "corrupte" scheidsrechter Brad Maddox |
| 27  | CM Punk vs. Ryback & Paul Heyman                                                                                              | CM Punk                                  | Two-on-one Handicap Hell in a Cell  | Hell in a Cell                                         | 27 oktober 2013 Miami (Florida)              | 13:48  | |
| 28  | Randy Orton vs. Daniel Bryan voor het vacante WWE Championship                                                                | Randy Orton (nc)                         | Singles Hell in a Cell              | Hell in a Cell                                         | 27 oktober 2013 Miami (Florida)              | 22:07  | Shawn Michaels deed dienst als gastscheidsrechter |
| 29  | Randy Orton vs. John Cena | John Cena                                | Singles Hell in a Cell              | Hell in a Cell                                         | 26 oktober 2014 Dallas (Texas)               | 25:52  | Wedstrijd om te bepalen wie mocht uitdagen voor het WWE World Heavyweight Championship van Brock Lesnar |
| 30  | Seth Rollins vs. Dean Ambrose                                                                                                 | Seth Rollins                             | Singles Hell in a Cell              | Hell in a Cell                                         | 26 oktober 2014 Dallas (Texas)               | 14:00  | |
| 31  | Roman Reigns vs. Bray Wyatt                                                                                                   | Roman Reigns                             | Singles Hell in a Cell              | Hell in a Cell                                         | 25 oktober 2015 Los Angeles (Californië)     | 23:08  | |
| 32  | The Undertaker vs. Brock Lesnar                                                                                               | Brock Lesnar                             | Singles Hell in a Cell              | Hell in a Cell                                         | 25 oktober 2015 Los Angeles (Californië)     | 18:10  | Allerlaatste wedstrijd tussen The Undertaker en Brock Lesnar |
| 33  | The Undertaker vs. Shane McMahon                                                                                              | The Undertaker                           | Singles Hell in a Cell              | WrestleMania 32                                        | 3 april 2016 Arlington (Texas)               | 30:08  | Indien McMahon had gewonnen, werd hij aangesteld als (fictieve) showrunner van het programma Monday Night Raw |
| 34  | Roman Reigns (c) vs. Rusev voor het WWE United States Championship                                                            | Roman Reigns (c)                         | Singles Hell in a Cell              | Hell in a Cell                                         | 30 oktober 2016 Boston (Massachusetts)       | 24:35  | Eerste "Hell in a Cell" met het WWE United States Championship als inzet |
| 35  | Kevin Owens (c) vs. Seth Rollins voor het WWE Universal Championship                                                          | Kevin Owens (c)                          | Singles Hell in a Cell              | Hell in a Cell                                         | 30 oktober 2016 Boston (Massachusetts)       | 23:15  | Eerste "Hell in a Cell" met het WWE Universal Championship als inzet |
| 36  | Sasha Banks (c) vs. Charlotte Flair voor het WWE Raw Women's Championship                                                     | Charlotte Flair (nc)                     | Singles Hell in a Cell              | Hell in a Cell                                         | 30 oktober 2016 Boston (Massachusetts)       | 23:15  | Allereerste vrouwelijke "Hell in a Cell" |
| 37  | The New Day (Big E Langston & Xavier Woods) (c) vs. The Usos (Jimmy & Jey Uso) voor het WWE SmackDown Tag Team Championship   | The Usos (nc)                            | Tornado Tag Team Hell in a Cell     | Hell in a Cell                                         | 8 oktober 2017 Detroit (Michigan)            | 22:00  | |
| 38  | Kevin Owens vs. Shane McMahon                                                                                                 | Kevin Owens                              | Falls Count Anywhere Hell in a Cell | Hell in a Cell                                         | 8 oktober 2017 Detroit (Michigan)            | 39:00  | Overwinning via pinfall of submission kon overal in de "Cell" of eventueel arena plaatsvinden |
| 39  | Randy Orton vs. Jeff Hardy | Randy Orton                              | Singles Hell in a Cell              | Hell in a Cell                                         | 16 september 2018 San Antonio (Texas)        | 24:50  | "Hell in a Cell" met rood, stalen omhulsel in plaats van de reguliere grijze kleur; Money in the Bank cash-in van Braun Strowman, maar de wedstrijd tussen Reigns en Strowman leverde geen winnaar op door toedoen van Brock Lesnar |
| 40  | Roman Reigns (c) vs. Braun Strowman voor het WWE Universal Championship                                                       | /                                        | Singles Hell in a Cell              | Hell in a Cell                                         | 16 september 2018 San Antonio (Texas)        | 24:10  | "Hell in a Cell" met rood, stalen omhulsel in plaats van de reguliere grijze kleur; Money in the Bank cash-in van Braun Strowman, maar de wedstrijd tussen Reigns en Strowman leverde geen winnaar op door toedoen van Brock Lesnar |

### Deelnemerslijst

#### Mannen

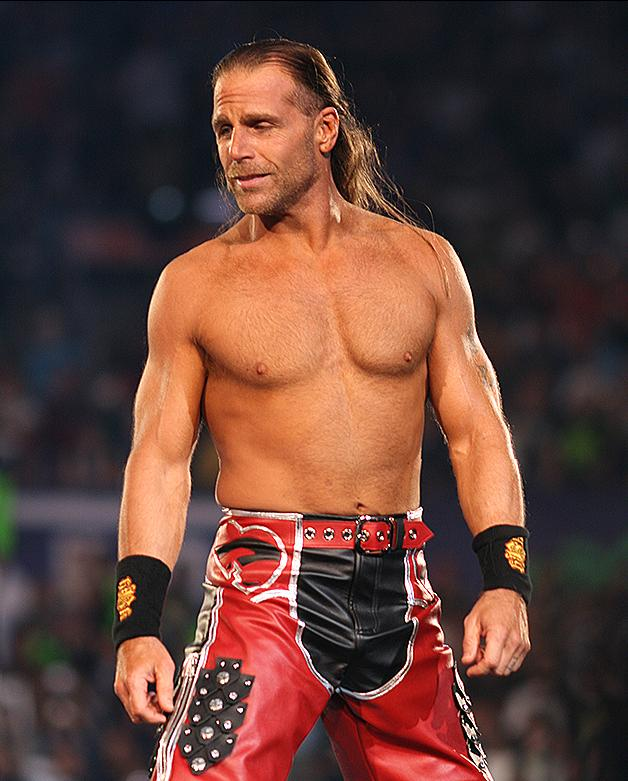
Shawn Michaels was in oktober 1997 de eerste winnaar van "Hell in a Cell"

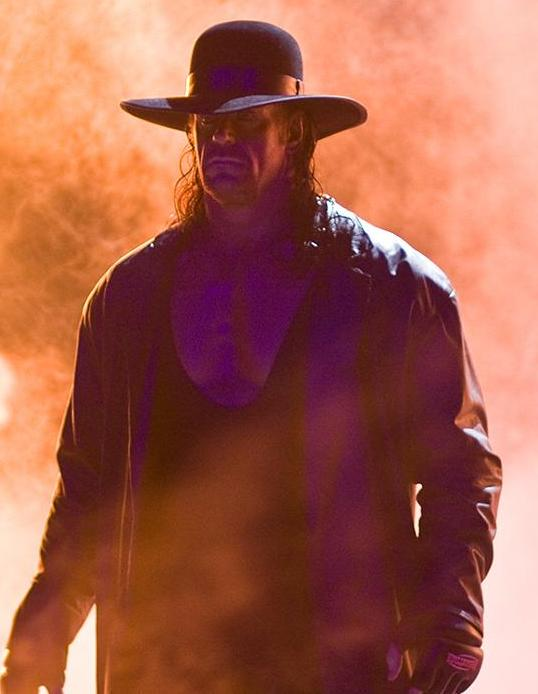
The Undertaker is recordhouder met 8 overwinningen en 14 deelnames

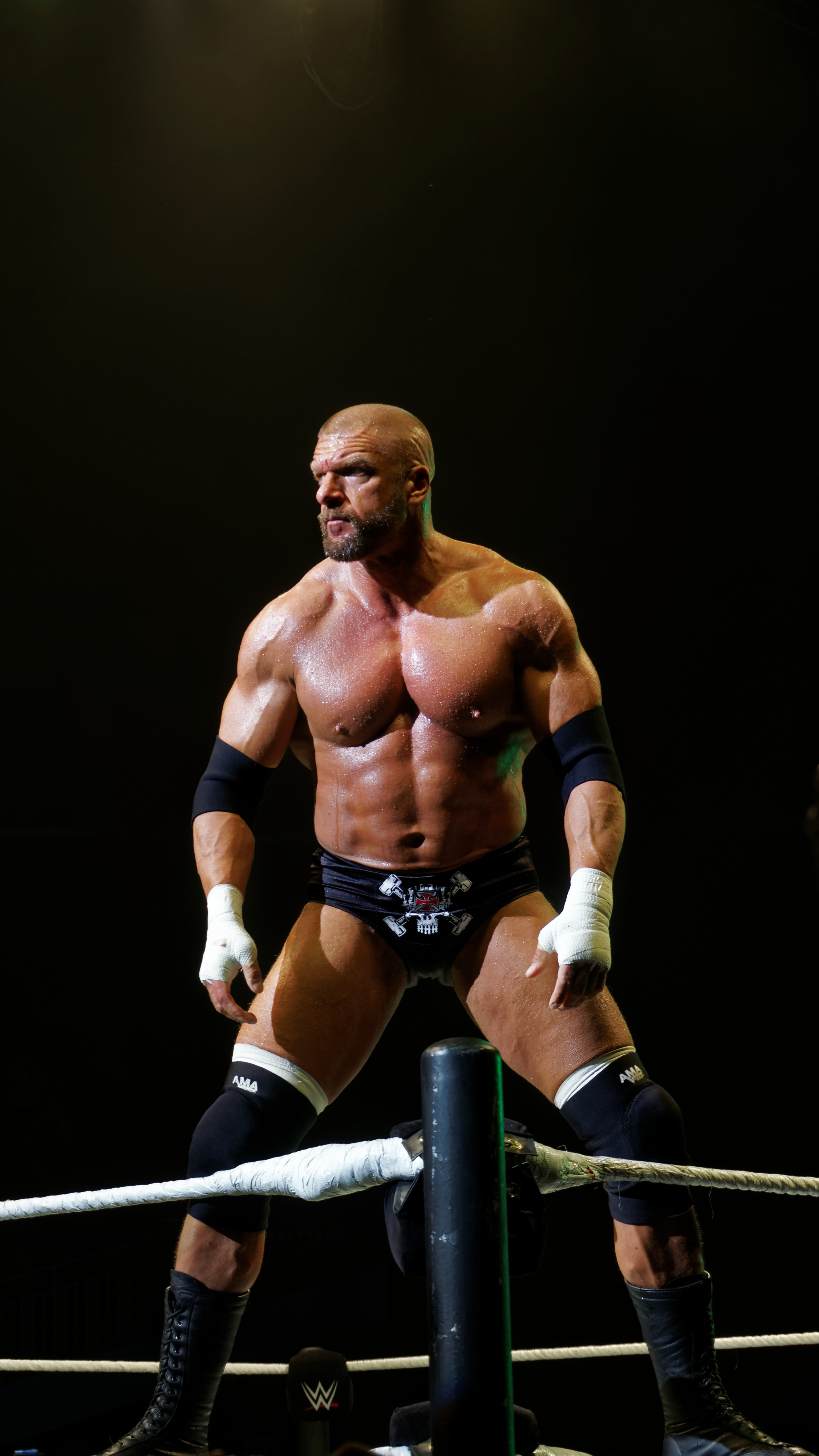
Triple H boekte 6 overwinningen in "Hell in a Cell"

| Worstelaar                         | Overwinningen | Deelnames |
| ---------------------------------- | ------------- | --------- |
| The Undertaker                     | 8             | 14        |
| Triple H                           | 6             | 9         |
| Randy Orton                        | 4             | 7         |
| Shawn Michaels                     | 3             | 4         |
| Batista                            | 2             | 2         |
| Brock Lesnar                       | 2             | 2         |
| Kevin Owens                        | 2             | 2         |
| Roman Reigns                       | 2             | 3         |
| John Cena                          | 2             | 4         |
| CM Punk                            | 2             | 5         |
| Kurt Angle                         | 1             | 1         |
| Mark Henry                         | 1             | 1         |
| Jey Uso                            | 1             | 1         |
| Jimmy Uso                          | 1             | 1         |
| Stone Cold Steve Austin            | 1             | 2         |
| Alberto Del Rio                    | 1             | 2         |
| Seth Rollins                       | 1             | 2         |
| Kane                               | 1             | 3         |
| The Big Boss Man                   | 0             | 1         |
| Rikishi                            | 0             | 1         |
| The Rock                           | 0             | 1         |
| Chris Jericho                      | 0             | 1         |
| Kevin Nash                         | 0             | 1         |
| Vince McMahon                      | 0             | 1         |
| The Big Show                       | 0             | 1         |
| Edge                               | 0             | 1         |
| Cody Rhodes                        | 0             | 1         |
| Ted DiBiase Jr.                    | 0             | 1         |
| Sheamus                            | 0             | 1         |
| Dolph Ziggler                      | 0             | 1         |
| Jack Swagger                       | 0             | 1         |
| Paul Heyman                        | 0             | 1         |
| Daniel Bryan                       | 0             | 1         |
| Dean Ambrose                       | 0             | 1         |
| Bray Wyatt                         | 0             | 1         |
| Rusev                              | 0             | 1         |
| Big E Langston                     | 0             | 1         |
| Xavier Woods                       | 0             | 1         |
| Jeff Hardy                         | 0             | 1         |
| Braun Strowman                     | 0             | 1         |
| Ryback                             | 0             | 2         |
| Shane McMahon                      | 0             | 3         |
| "Mankind"/"Cactus Jack" Mick Foley | 0             | 4         |

#### Vrouwen
| Worstelaar      | Overwinningen | Deelnames |
| --------------- | ------------- | --------- |
| Charlotte Flair | 1             | 1         |
| Sasha Banks     | 0             | 1         |

Bijgewerkt t/m 16 september 2018, Hell in a Cell (2018) 

## Variaties
De "Cell" werd gebruikt voor een "First Blood"-wedstrijd tussen Stone Cold Steve Austin en Kane bij het evenement King of the Ring op 28 juni 1998, maar die wedstrijd droeg officieel niet de naam "Hell in a Cell". Een ander voorbeeld is een eenmalige "Kennel From Hell"-wedstrijd tussen Al Snow en The Big Boss Man bij het evenement Unforgiven op 26 september 1999. "Kennel From Hell" was een idee van Al Snow, maar stuitte op veel kritiek.
"Hell in a Cell" wordt beschouwd als de "oudere broer" van Elimination Chamber en de iets recentere Indische variant Punjabi Prison Match.

## Trivia
- De langste tijdsperiode tussen twee "Hell in a Cells" was 525 dagen, met name tussen de unieke "Six Way Hell in a Cell" bij het evenement Armageddon op 10 december 2000 en de "Cell" bij het evenement Judgment Day op 19 mei 2002. De kortste periode is vooralsnog 13 dagen, van de "Cell" tijdens een aflevering van RAW is WAR op 15 juni 1998 tot bij het evenement King of the Ring op 28 juni 1998.
- Drie evenementen of shows hebben meerdere "Hell in a Cells" gehuisvest; de Bad Blood-trilogie heeft er 3 gehouden (1997, 2003, 2004), bij het evenement Armageddon hebben er 2 plaatsgevonden, in 2000 en 2005, en in de worstelshow RAW is WAR ook twee, beiden in 1998.
- The Undertaker heeft in totaal drie worstelaars van de "Cell" gegooid; naar chronologie betrof het Shawn Michaels, Mick Foley en Rikishi, waarvan Foley met dank aan of door The Undertaker vijf keer van de "Cell" is gevallen of gegooid.
- "Hell in a Cell" maakte deel uit van alle Bad Blood-pay-per-views. In de eerste en laatste speelde Shawn Michaels een hoofdrol.
- Dave Batista (2 overwinningen), Mark Henry en Kurt Angle sloten hun carrière af zonder nederlaag in "Hell in a Cell". Henry en Angle namen evenwel één keer deel.
- Brock Lesnar en Kevin Owens zijn momenteel nog ongeslagen na meerdere deelnames.
- Van alle deelnemers aan een "Hell in a Cell match" zijn Kevin Owens, Rikishi, Ryback, Cody Rhodes, Ted DiBiase Jr., Rusev, Big E Langston, Xavier Woods, The Usos, Shane McMahon, Paul Heyman en The Big Boss Man geen voormalige WWE World Heavyweight Champions.